# X-QUEST
X-QUEST(エクスクエスト)は日本の劇団。トクナガヒデカツが主宰する。

## 概要
- 1990年に母体となる1999QUESTが『F・O・R・G・E・T －最初で最後の2足歩行－』で旗揚げ。2000年に『赤と黒。』でX-QUEST(エクスクエスト)へと改名し、現在に至る。すべての作品の、作・演出を主宰トクナガヒデカツが担当し、現在までに50作品以上を発表。
- 生の人間の肉体表現にこだわり、肉体をフルに使う高速での立ち廻りや、ダイナミックなダンスでの表現に加え、シーンの切り替えの早さ、独特の言い回しやリズムに乗せられ発せられる詩のような台詞群により、世界をトランス状態にもっていき、真実を浮かび上がらせる。同時に違う場所、違う時間軸を交錯させる演出があるため、一度見ただけではその世界観全てを理解するのは難しいと言われている。
- 尚、殺陣・ダンスの振り付けは基本的に劇団メンバーが行う。
- 近年は、プロレスのリングのように客席の中央に舞台を組み上げ、四方から観劇できる四面舞台演出を取り入れ、作品を力強く創作し続けている。

## 所属俳優
劇団員
- トクナガヒデカツ
- 市川雅之 (いちかわ まさゆき)
- 佐藤仁美 (さとう ひとみ)
- 荻窪えき (おぎくぼ えき)
- 高田淳 (たかだ じゅん)
- 大野清志(おおの きよし)

演出助手
- 高野まりえ (たかの まりえ)

## 過去に所属していた俳優
- 伊勢直弘 (いせ なおひろ)
- 小峰晃 (こみねあきら)
- 塩崎こうせい (しおざき こうせい)
- 清水宗史 (しみず たかし)

## 主な活動履歴

### 舞台
- 1990年～1999年　劇団名　「1999QUEST」

- 1990年
  - F・O・R・G・E・T －最初で最後の2足歩行－ （高円寺 明石スタジオ）[早 1]
- 1991年
  - DEVIL －人のすくう処－ （田端 die pratze）
  - TWELVE －ガラスの赤い紐－ （池袋 シアターグリーン）[早 2]
- 1992年
  - TAMAGO －時の落とし子－ （池袋 シアターグリーン）
  - 色彩組曲 －黒と白の包まれたアルタードステイツ－ （第4回池袋演劇祭参加作品・グランプリ受賞[1][2]、池袋 シアターグリーン）[3]
- 1993年
  - DEVIL －人のすくう処 －New Memorial Version （池袋 シアターグリーン）
  - 色彩組曲F・F・V －ファンタスティック　ファンタジー　バージョン－ （第5回池袋演劇祭参加（招待劇団[1][2]）作品、東京芸術劇場小ホール1）[4][早 3]
- 1994年
  - FINAL QUEST －究極のRPG発売！－ （二子玉川 アレーナホール）
- 1995年
  - 贅沢な牛乳(プロデュース作品) （新宿 SPACE107）[早 4]
  - EVE －歴史の傍観者－ （池袋 シアターグリーン）
  - 色彩組曲DX （池袋 シアターグリーン）[早 5]
- 1996年
  - 悪魔人間について知っている二、三の事柄 －DEVIL'96 REMIX VERSION－ （池袋 シアターグリーン）
  - 前略、幕野内家の人々～ （新宿 シアターモリエール）
- 1997年
  - RPG FLY ME TO THE SATURN （大塚 萬スタジオ）
  - 幕野内家の人々M2 ～想い出アルバム～ （新宿 シアターモリエール）[早 6]
- 1998年
  - 森の風子　FU-CO LIVES IN THE DEEP FOREST （大塚 萬スタジオ）[早 7]
  - 格闘アクションゲーム　FIGHTING CREATURES （下北沢 駅前劇場）
  - RPG　私を土星に連れてって！ （中野 ザ・ポケット）[早 8]
- 1999年
  - 幕野内家の人々 外 　～サスケの大冒険～(フロム・エー　コマーシャル・サーカス'99新春演劇福袋[早 9]　参加作品[5]、新宿 シアターサンモール)
  - 幕野内家の人々 ～第3種接近遭遇～ （大塚 萬スタジオ）[早 10]
  - Devil Wonderland （下北沢 駅前劇場）[早 11]
  - 色彩組曲MAX ～最終楽章 ペンタゴンの進化論～ （中野 ザ・ポケット）[早 12]

- 2000年～　劇団名　「X－QUEST(エクスクエスト)」

- 2000年
  - 赤と黒。 （中野 ザ・ポケット）[早 13]
  - テイル （大塚 萬スタジオ）[早 14]
- 2001年
  - 惑星Re-born （東京芸術劇場小ホール2）[早 15]
  - 悪魔人間について知っている2、3の事柄 （中野 ザ・ポケット）
  - 水の記憶(スペシャル企画) （下北沢 OFFOFFシアター）[早 16]
- 2002年
  - エロドラマ(e-DRAMA) ～宇宙で一番遠くて永い遠距離恋愛～ （下北沢 駅前劇場）[早 17]
  - 血む娘(ちむこ)。ザ・ヴァンパイア （中野 ザ・ポケット）[早 18]
- 2003年
  - 前略、幕野内家の人々 ～special （中野 ザ・ポケット）[早 19]
  - 火呼人(ビヨンド) ～焼くのは死んでからにして生きてるうちは熱いから～ （こまばアゴラ劇場）[早 20]
  - Wエロドラマ(e-DRAMA) （下北沢 駅前劇場）[早 21]
- 2004年
  - 金と銀の鬼 （中野 ザ・ポケット）[早 22]
  - ショート・パッケージ ～宇宙の方程式 （東京芸術劇場小ホール1）[早 23]
- 2005年
  - （鬼と悪魔のファンタジー） （中野 ザ・ポケット）[早 24]
  - イヌのチカラ （東京芸術劇場小ホール1）[早 25]
- 2006年
  - 色彩組曲Remix ～超伝導ヘキサゴン～ （池袋 シアターグリーン メインホール）
  - EVE ～歴史の傍観者 （アイピット目白）[早 26]
  - 剣狼 -KENROH- （東京芸術劇場小ホール1）[6][早 27]
- 2007年
  - エロドラマ ～宇宙で一番遠くて永い遠距離恋愛～ （サンモールスタジオ）[早 28]
  - 金と銀の鬼 （シアターVアカサカ）
  - 前橋市立南高校演劇部 ～嫌われミツバチの一生～ （サンモールスタジオ）[早 29]
- 2008年
  - 狼少女ダルマ～日出処の天女 （池袋 あうるすぽっと）[7][早 30]
  - 森の風子 （新宿 シアターアプル）
- 2009年
  - 七人の息子 （シアター1010 ミニシアター）
- 2010年
  - 悪ノ娘 ～凄艶(せいえん)のジェミニ～ （東京芸術劇場小ホール2）
  - 演技王 ～king of player～ （吉祥寺シアター）[早 31]
  - 七人の息子 the seven son （シアター1010 ミニシアター）
- 2011年
  - 金と銀の鬼 2011 （シアター1010 ミニシアター）
  - ムサ×コジ （シアター1010 ミニシアター）
- 2012年
  - 七人の白雪姫 ～同時上演 七人の桃太郎～ （吉祥寺シアター）[早 32]
  - ムサ×コジ×ハイパー （シアター1010 ミニシアター）
- 2013年
  - ブルーアップル ～紅水母の柩～ （シアターグリーン BIG TREE THEATER）
  - ミハルの人魚 －戦慄の人間ミキサー！－ （下北沢 駅前劇場）
- 2014年
  - ブラック西遊記 ～Steppin' into Your Darkside World～（佐藤佐吉演劇祭 優秀作品賞[8]、王子小劇場）
  - ベニクラゲマン ―実験都市マーベラスの逆襲― （王子小劇場）
  - ミラージュ・イン・スチームパンク ――最終兵器ピノキオ、その罪と罰―― （王子小劇場）
- 2015年
  - 金と銀の鬼 ─チェインソウル─ （王子小劇場）
  - 義経ギャラクシー ～銀河鉄道と五条大橋の999～（佐藤佐吉演劇祭 優秀作品賞[9]、王子小劇場）
- 2016年
  - 神芝居 ～アリス・イン・ギガニッポンノワンダーランド～ （王子小劇場）
  - 最終兵器ピノキオ、その罪と罰 ─ミラージュ・イン・スチームパンク─ （新宿 シアターサンモール）

- 2017年
  - 愛だ （新宿村LIVE）
  - ファントム・ビー （第27回下北沢演劇祭 参加作品[10]、下北沢 駅前劇場）
- 2018年
  - 義経ギャラクシー （佐藤佐吉演劇祭 参加作品[11]、北とぴあ つつじホール）
  - 四天王～エレメンタルフィクサー～ （新宿 シアターサンモール）

- 2019年
  - TRICOLOR STAR 『新説・金と銀の鬼～リング』  『なにもない空間の男』  『青いザクロ─ベニクラゲマンの憂鬱』 （王子小劇場）
  - 三獣士 ─ヴァリアント・マスケティアーズ─ （新宿 シアターサンモール）
- 2020年
  - ブラック西遊記 ～ステッピン・イントゥ・ユア・ダークサイド～ （新宿 シアターサンモール）

#### 早稲田大学文化資源データベース内演劇上演記録データベース
1. ↑  “FORGET”. 演劇上演記録データベース.   早稲田大学文化資源データベース. 2021年9月2日時点のオリジナルよりアーカイブ。2021年8月31日閲覧。
2. ↑  “TWELVE”. 演劇上演記録データベース.   早稲田大学文化資源データベース. 2021年8月31日閲覧。
3. ↑  “色彩組曲FFV スウィート・カラーズ・ファンタスティック・ファンタジー・ヴァージョン”. 演劇上演記録データベース.   早稲田大学文化資源データベース. 2021年8月31日閲覧。
4. ↑  “贅沢な牛乳”. 演劇上演記録データベース.   早稲田大学文化資源データベース. 2021年8月31日閲覧。
5. ↑  “色彩組曲DX”. 演劇上演記録データベース.   早稲田大学文化資源データベース. 2021年8月31日閲覧。
6. ↑  “幕野内家の人々 M2 想い出アルバム”. 演劇上演記録データベース.   早稲田大学文化資源データベース. 2021年8月31日閲覧。
7. ↑  “森の風子”. 演劇上演記録データベース.   早稲田大学文化資源データベース. 2021年8月31日閲覧。
8. ↑  “RPG私を土星に連れてって！”. 演劇上演記録データベース.   早稲田大学文化資源データベース. 2021年8月31日閲覧。
9. ↑  “コマーシャル・サーカス’99新春演劇福袋”. 演劇上演記録データベース.   早稲田大学文化資源データベース. 2021年9月2日閲覧。
10. ↑  “幕野内家の人々 第3種接近遭遇”. 演劇上演記録データベース.   早稲田大学文化資源データベース. 2021年8月31日閲覧。
11. ↑  “デビル・ワンダーランド”. 演劇上演記録データベース.   早稲田大学文化資源データベース. 2021年8月31日閲覧。
12. ↑  “色彩組曲MAX 〜最終楽章ペンタゴンの進化論〜”. 演劇上演記録データベース.   早稲田大学文化資源データベース. 2021年8月31日閲覧。
13. ↑  “赤と黒。”. 演劇上演記録データベース.   早稲田大学文化資源データベース. 2021年9月1日閲覧。
14. ↑  “テイル”. 演劇上演記録データベース.   早稲田大学文化資源データベース. 2021年9月1日閲覧。
15. ↑  “惑星Re−born”. 演劇上演記録データベース.   早稲田大学文化資源データベース. 2021年9月2日閲覧。
16. ↑  “水の記憶”. 演劇上演記録データベース.   早稲田大学文化資源データベース. 2021年9月2日閲覧。
17. ↑  “エロドラマ”. 演劇上演記録データベース.   早稲田大学文化資源データベース. 2021年8月31日閲覧。
18. ↑  “血む娘。ザ・ヴァンパイア”. 演劇上演記録データベース.   早稲田大学文化資源データベース. 2021年9月2日閲覧。
19. ↑  “前略、幕野内家の人々”. 演劇上演記録データベース.   早稲田大学文化資源データベース. 2021年9月2日閲覧。
20. ↑  “火呼人”. 演劇上演記録データベース.   早稲田大学文化資源データベース. 2021年9月2日閲覧。
21. ↑  “Wエロドラマ（e‐DRAMA） 宇宙で一番遠くて永い遠距離恋愛 ソフト＆ハードWバージョン”. 演劇上演記録データベース.   早稲田大学文化資源データベース. 2021年8月31日閲覧。
22. ↑  “金と銀の鬼”. 演劇上演記録データベース.   早稲田大学文化資源データベース. 2021年9月2日閲覧。
23. ↑  “ショート・パッケージ —宇宙の方程式—”. 演劇上演記録データベース.   早稲田大学文化資源データベース. 2021年9月2日閲覧。
24. ↑  “鬼と悪魔のファンタジー”. 演劇上演記録データベース.   早稲田大学文化資源データベース. 2021年9月2日閲覧。
25. ↑  “イヌのチカラ”. 演劇上演記録データベース.   早稲田大学文化資源データベース. 2021年9月2日閲覧。
26. ↑  “EVE イヴ 歴史の傍観者”. 演劇上演記録データベース.   早稲田大学文化資源データベース. 2021年9月2日閲覧。
27. ↑  “剣狼ーKENROH−”. 演劇上演記録データベース.   早稲田大学文化資源データベース. 2021−09−02閲覧。
28. ↑  “エロドラマ〜宇宙で一番永い遠距離恋愛〜”. 演劇上演記録データベース.   早稲田大学文化資源データベース. 2021年8月31日閲覧。
29. ↑  “前橋市立南高校演劇部〜嫌われミツバチの一生〜”. 演劇上演記録データベース.   早稲田大学文化資源データベース. 2021年9月2日閲覧。
30. ↑  “狼少女ダルマ〜日出処の天女〜”. 演劇上演記録データベース.   早稲田大学文化資源データベース. 2021年9月2日閲覧。
31. ↑  “演戯王”. 演劇上演記録データベース.   早稲田大学文化資源データベース. 2021年9月2日閲覧。
32. ↑  “七人の白雪姫”. 演劇上演記録データベース.   早稲田大学文化資源データベース. 2021年9月2日閲覧。